# Toktoguldammen
Toktuguldammen, även Toktogulreservoaren eller bara Toktugul är en damm i Dzjalal-Abad i Kirgizistan, namngiven efter den närbelägna staden Toktogul, som i sin tur har fått sitt namn av poeten och musikern Toktogul Satylganov. Den dämmer upp floden Naryn i Ketmen-Tjubinskdalen, har en area på 284 km² och en volym på 3,345 km³. Dammväggen är av gravitationstyp och gjord i betong.
Dammen togs i bruk 1975 (viss oklarhet råder dock, andra källor säger 1971, 1976 eller 1978) i dåvarande Sovjetunionen och lade 24-26 orter i dalen under vatten, samt flera gravhögar från 700- och 800-talet.
Det tillhörande vattenkraftverket är med sin kapacitet på 1,26 GW Kirgizistans största. Dammen finns avbildad på de kirgiziska 100 som-sedlarna från 1994.